# عبد العزيز بن عمر الغامدي
أبو الوليد الغامدي والاسم بالكامل أبو الوليد عبد العزيز بن سعيد بن علي الغامدي (1970 - 2004) يعود نسبه لإحدى أشهر وأعرق القبائل في شبه الجزيرة العربية وتقع ديارها في جنوب غرب المملكة العربية السعودية وهي قبيلة غامد. ولد عام 1970 في قرية الحال في محافظة بلجرشي التابعة لمنطقة الباحة جنوب المملكة العربية السعودية.

## الخروج للجهاد
دخل أبو الوليد المسجد ذات مساء، وكان آنذاك يبلغ من العمر سبعة عشر عاماً في، بداية المرحلة الثانوية، سمع شيخ المسجد يتحدث عن سيف الدين قطز المملوكي ذي الأصل الشركسي الذي تصدى لهجوم التتار على أرض الإسلام وصلاح الدين الكردي الذي جاء من أقصى شمال العراق ليحرر بيت المقدس من أيدي الصليبيين فطاف الشاب بخياله وبدأ يفكر في عظمة الإسلام التي جعلت من الشراكسة والأكراد شركاء للعرب في حماية بيضة الإسلام علما ان الإسلام لم يفرق بين القوميات على عكس الثقافات العلمانية ولم ينته تفكير الشاب عند هذا الأمر بل قام بمحاكاة الماضي بالواقع التاريخ الناصع بالحاضر البائس فوجد أن الزمن هو الزمن والمأساة هي المأساة. القدس محتل بيد الصهيونية العالمية وبلاد الأفغان مستعمرة بين الروس فكان قراره على الفور هو «الجهاد». قال الفتى لنفسه لتكن البداية من القدس أول القبلتين وأرض الإسراء غير أنه وجد أن هذا الأمر ليس بالسهل اليسير فكان خياره الثاني الذهاب لأرض الأفغان.

### الذهاب إلى أفغانستان
في صيف 1988 م توجه أبو الوليد إلى أفغانستان وشهد فتوحات جلال آباد وخوست كابل في عام 1993 م ونجا من الموت عدة مرات بأعجوبة. ومع انتهاء الحرب وخروج الروس مدحورين من أفغانستان ودخول البلاد فتنة داخلية آثر أبو الوليد مع القائد ورفيقه في درب الجهاد سامر السويلم الشهير بخطاب الخروج من أفغانستان.

### الذهاب إلى طاجكستان
سمع الشاب أبو الوليد ورفيقه خطاب أن حربًا أخرى تدور ضد نفس العدو ولكنها هذه المرة كانت في طاجيكستان فأعد حقائبه ومعه مجموعة صغيرة من المجاهدين وذهبوا إلى طاجيكستان في عام 1993 م. بقوا هناك سنتين في قتال مع الروس بالرغم من القلة في الذخائر والسلاح وقله العتاد وتم إصابة خطاب وأبو وليد الغامدي في أحد المعارك مع الروس فأقترح أحد عليهم الرجوع إلى بيشاور للعلاج ولكنهما رفضا وواصلا القتال حتى انتهى الجهاد الطاجيكي وعاد أبو الوليد في البداية إلى أفغانستان مرة أخرى.

أبو الوليد طفلاً.

### العودة إلى أفغانستان
بعد عودته مع رفيقه خطاب إلى أفغانستان تبادر له سؤال وماذا بعد، لم تتأخر الإجابة طويلاً فقد جلس أبو الوليد مع رفيق دربه خطاب ذات مساء يشاهدون التلفاز فوجدا فتية شيشانيين يرتدون عصابات مكتوباً عليها لا إله إلا الله محمد رسول الله ويصيحون صيحة «الله أكبر» فعلما بأن هنالك جهاد قائم وأن القتال ضد الروس لم ينته بعد فعقد الشاب نيته بالذهاب إلى أرض الشيشان وإكمال مسيرته الجهادية.

### الذهاب إلى الشيشان
مع دخول أبو الوليد أرض الشيشان عام 1995 م بدأت صفحة جديدة أكثر خصوبة في حياته الجهادية، ففي الشيشان بدأت تظهر عبقرية «أبو الوليد» وقاد عدد من المعارك والعمليات على القوات الروسية. ففي إبريل عام 1996 م هاجم أبو الوليد مع مجموعة من المجاهدين العرب قافلة عسكرية روسية قرب بلدة باريش ماردي وأدت العملية إلى مصرع 53 عسكرياً روسيًا وجرح 52 آخرين وتدمير خمسين سيارة عسكرية وهو ما ترتب عليه إقالة ثلاثة جنرالات روس وأعلن الرئيس الروسي السابق بوريس يلتسين بنفسه عن هذه العملية أمام مجلس الدوما الروسي وتم تصوير هذه العملية بالكامل على شريط فيديو.
وبعدها بشهور نفذت نفس المجموعة المجاهدة عملية هجوم على معسكر روسي نتج عنه تدمير طائرة هليكوبتر بصاروخ (AT- 3 Sager) المضاد للدبابات ومرة أخرى تم تصوير العملية بالكامل على شريط فيديو كما شاركت أيضًا مجموعة من مقاتليه في هجوم جروزني الشهير في شهر أغسطس من عام 1996 م الذي قاده القائد الشيشاني المعروف شامل باساييف. وتصدر اسم «أبو الوليد» و«خطاب» ساحة الجهاد مجددًا في 22 ديسمبر من عام 1997 م عندما قاد خطاب ونائبه أبو الوليد مجموعة مكونة من مائة شيشاني وعربي وهاجموا داخل الأراضي الروسية وعلى عمق 100 كيلو متر القيادة العامة للواء 136 الآلي ودمروا 300 سيارة وقتلوا العديد من الجنود الروس.

## ما بعد القائد خطاب
تسلم أبي الوليد قيادة المجاهدين العرب بعد مقتل رفيقه المجاهد القائد خطاب الذي نالت منه سهام الغدر في إبريل 2002 م ومن ثم أعلن أبو الوليد عن استراتيجيته العسكرية الجديدة وهي نقل مسرح العمليات إلى داخل الأراضي الروسية، فقد أدرك أبو الوليد الغامدي أن استمرار العمليات العسكرية داخل الأراضي الشيشانية يتيح الفرصة أمام الروس لإلحاق الأذى بالشعب الشيشاني. لذلك كان لزامًا نقل مسرح العمليات إلى داخل الأراضي الروسية، فالروس على حد تعبيره «محاربين فهم الذين اختاروا هذه الحكومة التي تسعى إلى قمع الشعب الشيشاني.» وأصبح كل ما تتمناه موسكو هو الإيقاع أو قتل القائد أبي الوليد وفي كل مرة تتراجع فيه شعبية الرئيس الروسي فلاديمير بوتين كان يتم الإعلان عن مقتل القائد «أبو الوليد» وهو الأمر الذي تكرر عدة مرات.
واستمر أبو الوليد في جهاده ضد قوات الاحتلال الروسي مكبدين الروس أكثر من 8 آلاف جندي قتيل وتدمير 1000 من الآليات والتقنيات العسكرية فضلاً عن إسقاط 31 مروحية وهو ما يمثل أكبر خسارة لروسيا منذ بداية الحرب الثانية. لجأت موسكو إلى حيلة أخرى فكان الإعلان عن مكافأة مالية قدرها ثلاثة ملايين روبل - 100 ألف دولار - مقابل معلومات أو مساعدات عملية في شل نشاط
أبي الوليد وكان الفشل من نصيب الروس وعملائهم الذين لم يستطيعوا الإيقاع أو الإمساك بالقائد العربي.
و قد استمر أبو الوليد الغامدي في الجهاد وهو أبرز قائد عربي في الشيشان، كان أمير العرب في الشيشان ويُلقب بغنضفر العرب وهو أخطر القادة على القوات الروسية وقد سبب بلبلة في النظام السعودي 

## وصيته لوالدته وأبنائه
بعث وصيته لأهله عبر شريط تسجيلي (صوتًا وصورة) يتضمن وصاياه لأهله وعشيرته وخصوصًا أمه التي بشرها فيها بقوله: "أعلمتِ يا أماه كيف خرج
ابنك من الدنيا؟".."لاَ تَجِفُّ الأَرْضُ مِنْ دَمِ الشَّهِيدِ حَتَّى يَبْتَدِرَهُ زَوْجَتَاهُ، كَأَنَّهُمَا طَيْرَانِ أَضَلَّتَا فَصيلَيْهِمَا بِبَرَاحٍ مِنَ الأَرْضِ بِيدِ كُلِّ وَاحِدَةٍ مِنْهُمَا حُلَّةٌ خَيْرٌ مِنَ الدُّنْيَا ومَا فِيهَا". وقبلها بثلاث سنوات تقريبًا بعث أبو الوليد الغامدي من أرض الجهاد بوصية إلى ابنيه وهو في الجبهة وقد احتفظت شقيقته أم منار بالوصية والتي سلمت نسخة منها إلى موقع (الإسلام اليوم) بعد استشهاده هذا نصها:
بسم الله الرحمن الرحيم
وصيتي إلى أبنائي
رسالة إلى ابني الحبيبين عمر وصلاح الدين
ابني الحبيبين الغاليين كم كنت أتمنى أن أراكما وأداعبكما كما يداعب الأب أبناءه ولكن القدر شاء أن نفترق وأنتما صغيران؛ فأوصيكما بطاعة الله أولاً وقبل كل شيء، والسير على طريق الجهاد في سبيل الله حتى تلقيا ربكما شهيدين، فإن إحساسي وثقتي بالله عظيمة.. إن زمانكما هو زمان الجهاد والملاحم ونصرة الإسلام وعودة العزة؛ فليكن لكما في ذلك أعظم النصيب فقد اخترت لكما هذين الاسمين من أجل أن تكونا مثلما تسميتما؛ فأنت يا عمر أرجو أن تكون كعمر بن الخطاب في شدته في الحق والقيادة، وكعمر بن عبد العزيز في الزهد والورع، وكعمر المختار في الثبات على الجهاد حتى نال الشهادة ولم يركن لأعداء الله أبداً، أما أنت يا صلاح الدين فيكفيني أن تكون مثل صلاح الدين الأيوبي أعاد للإسلام مجده بعد طول ذل وأعاد أولى القبلتين، أعاد فلسطين بعد احتلال دام قرابة قرن.
كما أوصيكما بالدعاء لي دائماً وألا تنسَيا أن معدنكما هو معدن العرب وأرضكما هي أرض اليمن التي قال فيها الرسول صلى الله عليه وسلم: «أتاكم أهل اليمن هم أرق أفئدة وألين قلوبًا، الإيمان يمانٍ والحكمة يمانية... »، وقال صلى الله عليه وسلم في اليمن أحاديث كثيرة.

## مقتله
في التاسع عشر من شهر إبريل عام 2004 م أعلن نبأ استشهاد القائد «أبو الوليد الغامدي» في إحدى معاركه ضد القوات الروسية حيث أكد علي الغامدي - شقيق أبي الوليد - أن مصرع أخيه كان في مواجهة مع قوات روسية وكان ذلك في 3 شوال 1424 هـ وأن الأخبار التي راجت في وسائل الإعلام حول اغتيال شقيقه غدراً غير صحيحة. وأوضح علي في تصريحات خاصة لشبكة الإسلام اليوم أن مقتل أخيه كان في مواجهات مسلحة ومباشرة مع الجنود الروس
وأضاف علي الغامدي أن خبر مقتل أخيه قد تأخر من أجل بث الشريط الذي تكلم فيه قبل مقتله بيومين يهدد فيه الروس بعدم انتخاب من يؤيد قتال المسلمين في الشيشان أو غيرها من بلاد المسلمين التي كانت في يوم ما تحت الاحتلال الروسي. وأكد شقيق «أبو الوليد» أن ما أذيع وأشيع عن مقتله غدرًا غير صحيح ولكن أبا الوليد قتل في المواجهة مع الروس وقد أراد الجيش الروسي ببثهم هذا النبأ أن قتله كان غيلةً هو التشكيك في المجاهدين والادعاء بأن فيهم خونة وجواسيس وأنهم مخترقون. وأشار شقيق أبو الوليد أن هذه المواجهة حوصر فيها المجاهدون وكان معهم أبو الوليد وعلى إثر هذه المواجهة قتل مع بعض من رفاقه وانسحب الباقون

## وصلات خارجية
| - أبو الوليد الغامدي يسقط طائرة روسية على يوتيوب - رد أبو الوليد الغامدي على معنى الوهابية على يوتيوب كلمة لأبو وليد - كلمة القائد أبو الوليد الغامدي إلى الأتراك 1 على يوتيوب - كلمة القائد أبو الوليد الغامدي إلى الأتراك 2 على يوتيوب محاضرة الشيشان بعد خطاب - الشيشان بعد خطاب - أبو الوليد الغامدي 5/1 على يوتيوب - الشيشان بعد خطاب - أبو الوليد الغامدي 5/2 على يوتيوب - الشيشان بعد خطاب - أبو الوليد الغامدي 5/3 على يوتيوب - الشيشان بعد خطاب - أبو الوليد الغامدي 5/4 على يوتيوب - الشيشان بعد خطاب - أبو الوليد الغامدي 5/5 على يوتيوب | مقابلة معه - مقابلة مع القائد أبو الوليد الغامدي 2003 م 6/1 على يوتيوب - مقابلة مع القائد أبو الوليد الغامدي 2003 م 6/2 على يوتيوب - مقابلة مع القائد أبو الوليد الغامدي 2003 م 6/3 على يوتيوب - مقابلة مع القائد أبو الوليد الغامدي 2003 م 6/4 على يوتيوب - مقابلة مع القائد أبو الوليد الغامدي 2003 م 6/5 على يوتيوب - مقابلة مع القائد أبو الوليد الغامدي 2003 م 6/6 على يوتيوب |